# Nicolaes Hals

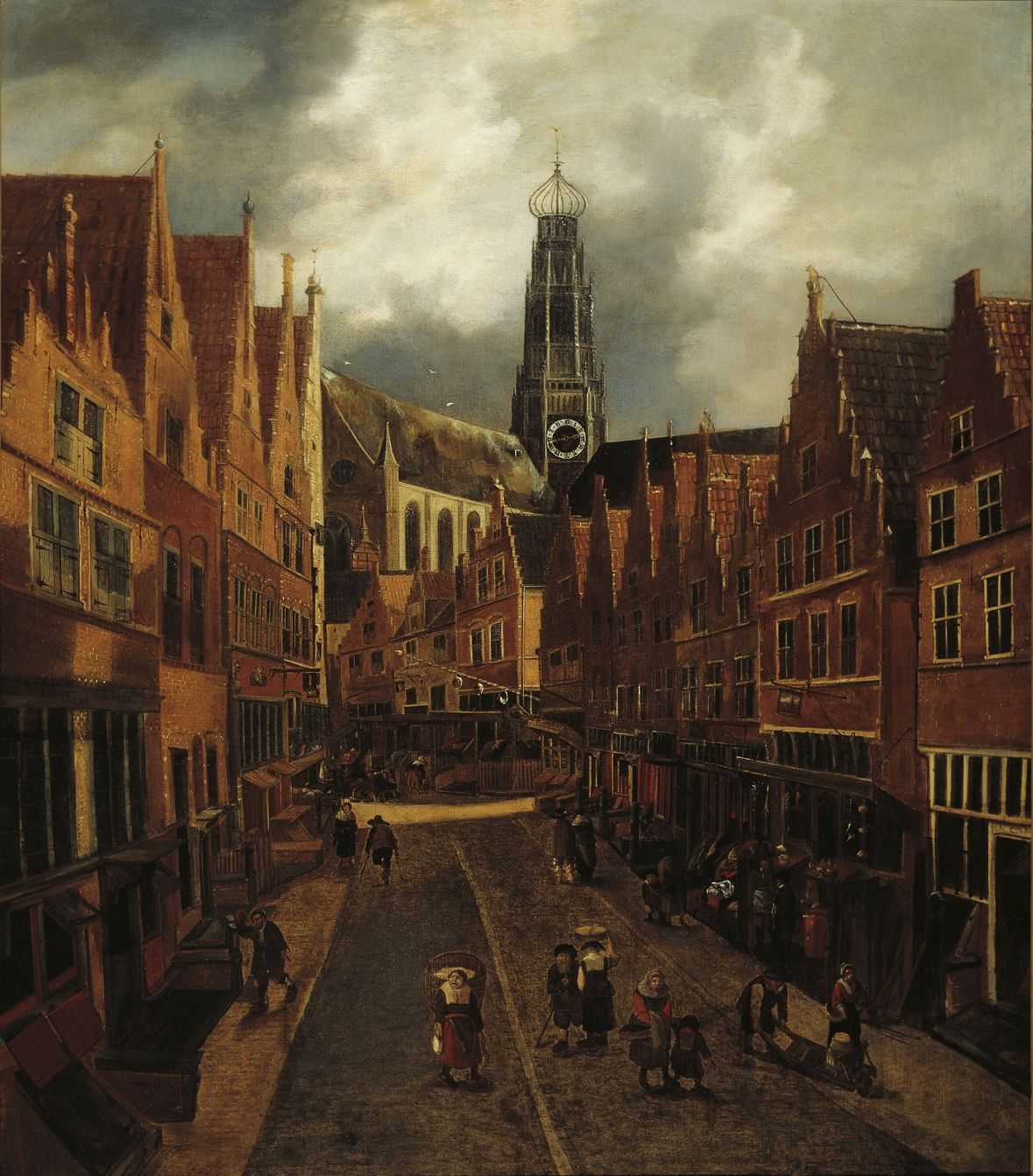
Vista de la Grote Houtstraat a Haarlem, oli sobre llenç, 102 x 105 cm, Haarlem, Frans Hals Museum.

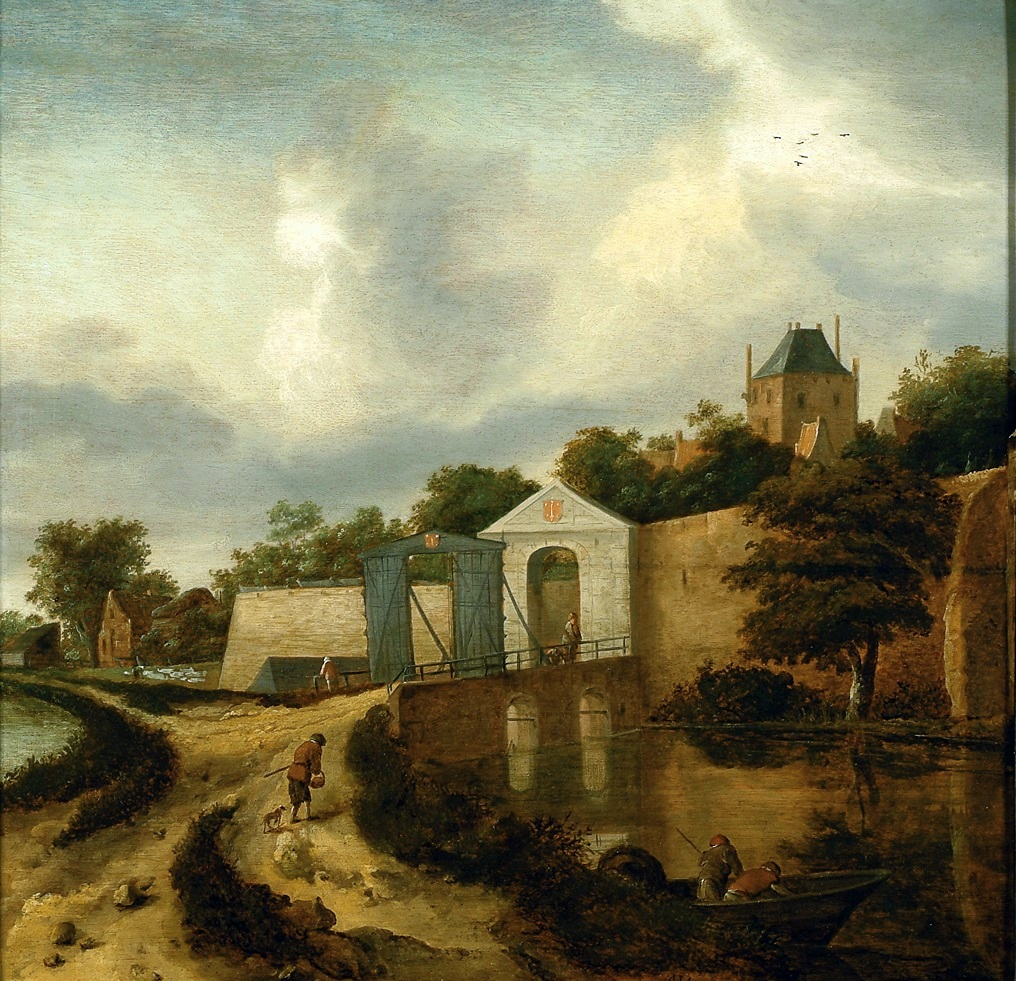
Zijlpoort, Haarlem, oli sobre taula, 56 x 65 cm, Haarlem, Frans Hals Museum.

Nicolaes Hals (Haarlem, 1628-1686) fou un pintor barroc neerlandès.

## Biografia
Fill de Frans Hals i de Lysbeth Reijniersdr., la seva segona esposa, va ser batejat el 25 de juliol de 1628 a l'església de Sant Bavó. El 29 de març de 1655 va contreure matrimoni amb Janneke Hendricksdr., vídua rica, i uns mesos després, el novembre, va ingressar al gremi de Sant Lluc. Va compatibilitzar l'ofici de pintor —el 1682 i 1685 va ser administrador del gremi— amb altres negocis, ja que consta que el 1664 va adquirir una fàbrica de cervesa.
L'obra de Nicolaes està formada per paisatges hivernals i vistes urbanes de Haarlem, amb atenció als detalls arquitectònics i en ocasions gairebé topogràfiques, però amb certa malaptesa en l'execució de les figures menudes. També està formada per un nombre reduït d'escenes de gènere, en un estil proper al de Jan Miense Molenaer (Dona llegint en un interior, l'Haia, Mauritshuis).